# 許智傑
許智傑（1966年1月5日—），中華民國政治人物，民主進步黨籍，現任立法委員，曾任民主進步黨立法院黨團書記長、第8屆鳳山市市民代表、第15屆高雄縣議員、第15屆鳳山市市長、第1任鳳山區區長。

## 政治經歷
1998年，當選鳳山市民代表。2001年，當選高雄縣議員。
2005年，獲民進黨提名參選鳳山市長，最後以不到3000票之差擊敗捲土重來的林龍瑞當選，2010年縣市合併後擔任首屆官派鳳山區長。他於2011年辭職以參選2012年立法委員選舉，後獲民進黨徵召參選高雄市第八選舉區。最終當選並連任四屆至今。

## 主張
2019年2月7日，許智傑公開呼籲取消《勞基法》加班時數上限，接獲許多勞工陳情，希望多加班以增加收入。

## 爭議
2017年6月接任京城銀行獨立董事。而信傳媒報導則懷疑此任職等同「合法而且可以立法的門神」。根據公督盟所揭露的資料，其2017年半年擔任獨董報酬為60萬元，加上業務執行費用16萬2千元，共76萬2000元。雖然兼職獨立董事並無不法，但為回應各界對於專職立委的期許，許智傑隨即辭去京城銀行獨立董事的職務。
2017年10月，與民進黨黨內大老吳乃仁涉足有女陪侍之酒吧，於記者詢問時稱係與吳共同探討宇宙大爆炸，引發外界不良觀感，亦讓黨主席蔡英文發出聲明譴責。
2024年12月，黃國昌指控許智傑在《財劃法》第八條修法投票時與民進黨前秘書長吳乃仁吃飯，導致表決通過國民黨團版本，許智傑因而對黃國昌提告誹謗。
2025年3月，由許智傑辦公室及鳳山慢跑協會等單位主辦的鳳山跑3校越野馬拉松，其活動所頒發的步槍造型獎盃，為共軍95式步槍的造型，引起討論。許智傑坦誠疏失，要求立即回收，並向大眾道歉。

## 事件

### 被邱毅指控關說
2012年7月，許智傑遭前國民黨立委邱毅指稱涉入關說林益世貪瀆案，許智傑表示，他只有辦活動的時候，才有機會與中鋼高層接觸，他連中鋼高層的行動電話都不知道。許智傑於2012年7月前往高雄地檢署控告邱毅加重誹謗。2014年12月10日，台灣高等法院高雄分院判決邱毅有期徒刑六個月定讞，得易科罰金。

## 選舉紀錄
| 年度 | 選舉屆數               | 選舉區           | 所屬政黨   | 得票數  | 得票率 | 當選標記   | 備註 |
| ---- | ---------------------- | ---------------- | ---------- | ------- | ------ | ---------- | ---- |
| 2002 | 第十五屆高雄縣議員選舉 | 高雄縣第一選舉區 | 民主進步黨 | 5,210   | 4.91%  |            |      |
| 2005 | 第十屆鳳山市市長選舉   | 高雄縣鳳山市     | 民主進步黨 | 67,405  | 47.73% |            |      |
| 2012 | 第八屆立法委員選舉     | 高雄市第八選舉區 | 民主進步黨 | 104,292 | 51.96% |            |      |
| 2016 | 第九屆立法委員選舉     | 高雄市第八選舉區 | 民主進步黨 | 110,276 | 59.13% |            |      |
| 2020 | 第十屆立法委員選舉     | 高雄市第七選舉區 | 民主進步黨 | 114,998 | 51.10% | 選舉區重劃 |      |
| 2024 | 第十一屆立法委員選舉   | 高雄市第七選舉區 | 民主進步黨 | 109,484 | 52.65% |            |      |

## 外部連結
- 高雄小金剛許智傑的Facebook專頁
- 高雄小金剛鳳山立委許智傑的Instagram帳戶
- 高雄小金剛鳳山立委許智傑的Threads
- YouTube上的高雄小金剛許智傑頻道

| 政府职务      | 政府职务                               | 政府职务      |
| ------------- | -------------------------------------- | ------------- |
| 鳳山市公所    |                                        |               |
| 前任： 林三郎 | 鳳山市市長 2006年3月1日—2010年12月25日 | 改制為鳳山區  |
| 鳳山區公所    |                                        |               |
| 首任          | 鳳山區區長 2010年12月25日—2011年3月1日 | 繼任： 胡俊雄 |